# Louis Braquaval
Louis Édouard Joseph Braquaval, né le 24 octobre 1854 à Esquermes (Lille) et mort le 19 novembre 1919  à Saint-Valery-sur-Somme, est un peintre français.

## Biographie
Louis Braquaval naît à Esquermes (commune rattachée à Lille en 1858) dans une famille aisée d'industriels. Le 27 octobre 1880, à Lille, il épouse Julia Sophie Guenez, fille d'un riche entrepreneur. Il s'essaye au métier de commissaire-priseur, mais sa passion de l'art est incompatible avec le sens des affaires. Il abandonne ce métier à la faveur d'une rente que lui verse son beau-père pour lui permettre de se consacrer à l'art. En 1881, ce dernier l'installe à Socx, au château de Spicker, et le présente à Eugène Boudin. Braquaval n'a aucune formation académique et c'est auprès de Boudin qu'il apprend la technique du dessin et de la peinture. Au gré de ses séjours au château, Boudin devient son maître et ami. En 1895, Braquaval achète une maison à Saint-Valery-sur-Somme où de nombreux peintres de l'époque se retrouvent, notamment Edgar Degas qui rencontre Braquaval en 1896. Ils travaillent ensemble et Degas revient plusieurs fois à Saint-Valery, devenant très ami avec le peintre picard.
Spécialisé dans les paysages, Braquaval n'expose que tardivement, aux Salons de 1907 et 1914 et au Salon d'Automne en 1909 et 1910. Il acquiert alors une certaine notoriété au-delà des expositions régionales, à Arras, Lille ou Nantes, mais aussi dans de grandes galeries parisiennes en particulier celle de Paul Durand-Ruel et, en 1914, il est fait chevalier de la Légion d'honneur.
De santé fragile, il meurt en 1919 et son œuvre tombe dans un oubli dont elle ne ressort qu'en 1969 quand la galerie parisienne Kaplan lui dédie une exposition à Londres, à l'initiative de sa petite-fille Catherine David-Rony .

## Distinctions
- Chevalier de la Légion d'honneur (1914)

## Œuvre
Proche de l'impressionnisme, connu pour ses huiles, mais aussi très talentueux aquarelliste, Braquaval s'il a d'abord peint  le nord de la France et la Picardie, a immortalisé les places et les rues Paris, Londres et les villages de Provence. On ne saurait donc considérer son œuvre comme régionaliste.

## Collections publiques
- Gray (Haute-Saône), musée Baron-Martin, St-Vulfrans à Abbeville et le marché, huile sur bois, 46 x 36 cm.
- Reims, Musée des Beaux-arts : 
  - La rue Soufflot, début XXe siècle, huile sur toile, 50,4 x 61,5 cm ;
  - La place Saint-Michel à Paris, début XXe siècle, huile sur toile, 37,3 x 46,1 cm ;
  - Le marché de Cayeux-sur-Mer, vers 1904, huile sur bois, 37,6 x 46 cm ;
  - L'église d'Athies (Somme'), huile sur bois, 37,8 x 46, 1 cm.

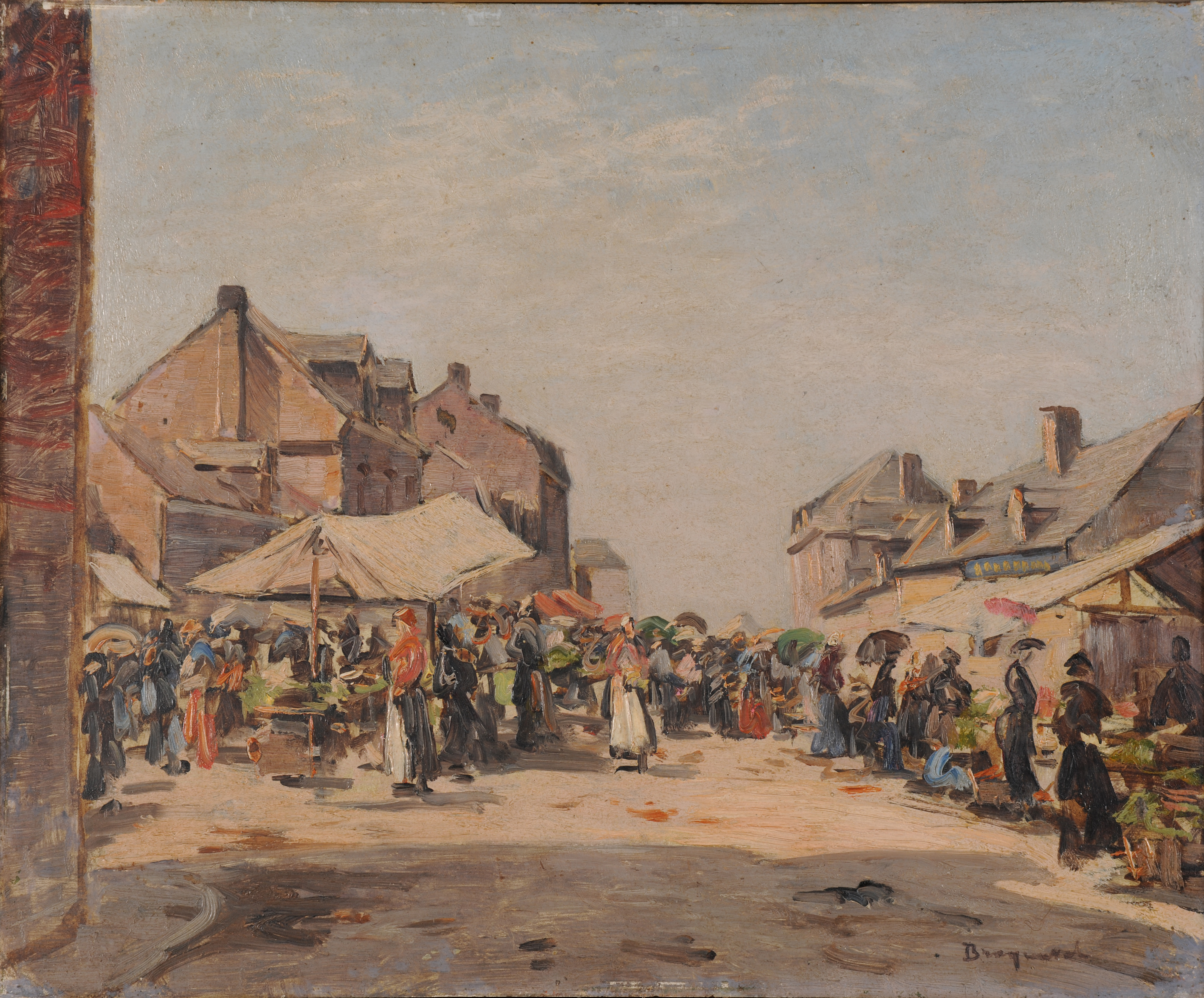
Le marché de Cayeux-sur-Mer, vers 1904, Musée des Beaux-Arts de Reims

## Expositions
- Louis Braquaval, un peintre impressionniste en Picardie, exposition au musée Boucher-de-Perthes à Abbeville, 25 juin au 1er octobre 2000.